# Eddie Cochran
Eddie Cochran (Albert Lea, Minnesota, 3 oktober 1938 – Bath, Engeland, 17 april 1960) was een Amerikaans rockabillyzanger en -gitarist. Veel van zijn nummers gaan over de vreugdes van het leven als tiener. Hij wordt hierdoor weleens vergeleken met Buddy Holly. Enkele van zijn bekendste nummers zijn "C'mon Everybody", "Summertime Blues" en "Three Steps to Heaven".

## Loopbaan
In 1955 nam Eddie Cochran zijn eerste platen op als lid van The Cochran Brothers, een duo dat hij samen met Hank Cochran vormde. De twee zijn echter geen familie van elkaar. Hank Cochran zou zich later ontwikkelen tot een bekende schrijver van countryliedjes. Ook ontwikkelde Eddie Cochran rond deze tijd tot een sessiemuzikant en schreef hij een demo met Jerry Capehart, die later zijn manager zou worden.
In 1956 vroeg Boris Petroff of hij wilde optreden in een film genaamd The Girl Can't Help It. Eddie Cochran deed het en trad in de film op met het nummer "Twenty-Flight Rock". Dit optreden betekende zijn doorbraak. Begin 1957 had hij zijn eerste hit in de Verenigde Staten met het nummer "Sittin' in the Balcony", geschreven door John D. Loudermilk. De meeste van zijn nummers schreef hij echter zelf, waaronder "Summertime Blues", zijn grootste hit in de VS. "Summertime Blues" zou van grote invloed zijn op latere muziek, onder andere door het zogenaamde overdubbing, een destijds vrij zeldzame techniek. "C'mon Everybody" uit 1958 was zijn laatste grote hit in de Verenigde Staten, maar het nummer betekende zijn grote doorbraak in het Verenigd Koninkrijk, waar het zijn eerste top-tienhit werd. Enkele andere nummers die hij schreef waren "Somethin' Else", "My Way", "Weekend" en "Nervous Breakdown".
Tijdens de lente van 1960 toerde hij samen met zijn vriend Gene Vincent en Tony Sheridan door Groot-Brittannië, met veel succes. Op 16 april van dat jaar raakten hij, Gene Vincent en zijn vriendin, de liedschrijfster Sharon Sheeley, betrokken bij een auto-ongeluk nabij Chippenham in Wiltshire, toen ze met de taxi onderweg waren naar het vliegveld van Londen. Tony Sheridan mocht niet mee in de taxi. Vincent en Sheeley overleefden het, maar Eddie Cochran stierf de volgende dag in een ziekenhuis in Bath. Hij was slechts 21 jaar oud. Eddie Cochran was zeer productief, en na zijn overlijden zijn veel platen met nieuw materiaal uitgebracht, die vooral in het Verenigd Koninkrijk goed verkochten. De single "Three Steps to Heaven" werd in dat land ook postuum, een maand na zijn overlijden, een nummer 1-hit.
Eddie Cochran is de reden waarom Paul McCartney (een groot fan van Cochran) lid is geworden van The Beatles. Toen McCartney Twenty Flight Rock, een nummer van Cochran, in het bijzijn van John Lennons band speelde, was Lennon zo onder de indruk dat hij besloot dat McCartney lid mocht worden.

## NPO Radio 2 Top 2000
| Nummers met noteringen in de NPO Radio 2 Top 2000 | '99  | '00  | '01  | '02  | '03  | '04  | '05  | '06  | '07  | '08  | '09  | '10  |
| ------------------------------------------------- | ---- | ---- | ---- | ---- | ---- | ---- | ---- | ---- | ---- | ---- | ---- | ---- |
| C'mon Everybody                                   | 1592 | -    | -    | 1967 | 1728 | -    | -    | -    | -    | -    | -    | -    |
| Three Steps to Heaven                             | 767  | 1296 | 1161 | 1464 | 669  | 1288 | 1118 | 1357 | 1372 | 1187 | 1704 | 1717 |

1. ↑  Een '-' betekent dat het nummer niet was genoteerd en een vetgedrukt getal geeft de hoogste notering van een nummer aan.
2. ↑  Deze tabel is bijgewerkt tot en met de laatste editie (2024).